# Snapshot Games
Snapshot Games is een Bulgaars computerspelontwikkelaar gevestigd in Sofia. Het bedrijf werd in 2013 opgericht door Julian Gollop and David Kaye.
Julian Gollop, de CEO van Snapshot Games, is bekend vanwege het creëren van de X-COM-serie. Het in 2019 uitgekomen Phoenix Point is een spirituele opvolger op X-COM.

## Ontwikkelde spellen
| Release | Titel         | Platform                                |
| ------- | ------------- | --------------------------------------- |
| 2015    | Chaos Reborn  | Linux, OS X, Windows                    |
| 2019    | Phoenix Point | macOS, PlayStation 4, Windows, Xbox One |